# Education, Education, Education & War
Education, Education, Education & War è il quinto album in studio del gruppo musicale britannico Kaiser Chiefs, pubblicato il 31 marzo 2014 dalla Fiction Records e dalla Universal Music Group.

## Il disco
Nel dicembre 2013 la band diffonde la versione studio di una traccia contenuta nell'album, Misery Company, eseguita dal vivo dalla band per la prima volta nel giugno 2013. Altre canzoni già suonate dal vivo nel 2013 e incluse nel disco sono Coming Home, Bows & Arrows, The Factory Gates e Meanwhile Up in Heaven.
L'album, il primo senza Nick Hodgson, uscito dalla band nel 2012, è prodotto da Ben H. Allen III (già al lavoro con Gnarls Barkley, Animal Collective, Deerhunter) ed è stato registrato con una formazione rinnovata comprendente Vijay Mistry (al posto del batterista e compositore Nick Hodgson) e gli originari i Andrew ‘Whitey’ White, Simon Rix, Nick "Peanut" Baines e Ricky Wilson. Registrato principalmente ad Atlanta, ai The Maze Studios, e successivamente mixato agli Electric Lady Studios di New York, contiene alcune canzoni suonate live dalla band durante il 2013.
Il brano Misery Company è il primo singolo in studio ad apparire in streaming audio sul canale Soundcloud ufficiale della formazione (il 10 dicembre). È preceduto da un trailer dello stesso brano, caricato su YouTube il 3 dicembre 2013. 
Il 13 febbraio 2014 la band pubblica il secondo singolo, Coming Home, il cui video viene diffuso su YouTube il 19 febbraio. Il 19 marzo 2014 la band pubblica su YouTube un video di quindici minuti che contiene clip di un minuto e mezzo l'una delle dieci canzoni presenti nell'album. Il 26 maggio 2014 esce Meanwhile Up in Heaven, secondo singolo. Il 24 giugno è la volta del terzo singolo, My Life.

## Tracce
1. The Factory Gates
2. Coming Home
3. Misery Company
4. Ruffians On Parade
5. Meanwhile Up in Heaven
6. One More Last Song
7. My Life
8. Bows & Arrows
9. Cannons
10. Roses